# Борсуки (Подільський район)
Борсуки́ — село у складі Балтської міської громади у Подільському районі, Одеська область. Раніше було підпорядковане Борсуківській сільській раді.

## Географія
Село розташоване за 20 км від центру громади — міста Балта, за 12 км від залізничної станції Абамеликове (на лінії Подільськ — Вапнярка) і за 0,5 км від автошляху Балта — Кодима. На півдні межує з селами Обжиле та Євтодія, на сході з селом Перейма, на півночі з селом Саражинка та селом Стратіївка Гайсинського району Вінницької області, на заході з селом Смолянка.
Село розташоване на схилах двох пагорбів проміж якими тече один з витоків річки Кодима. В центрі села є ставок, який був штучно створений на місці семи джерел. Наразі частина джерел засмічена та не діє, що приводить до зменшення кількості води у витоку.
Історично виділилося декілька неофіційних назв частин села: Аул, Долина, Дубина, На горі, Ставок, Цегольня, Чичівка та ін.

## Археологічні розвідки
Поблизу села знайдені поселення епохи міді (трипільська культура) і бронзи (2 тисячоліття до РХ):
1. Поселення за 200 м на південь від західної окраїни села на схилі балки, що впадає в р. Кодима. Розвідки 1973 р. Розміри близько 1 га. Виявлено грудки обпаленої глини і фрагменти кераміки. Трипілля ВІІ—СІ.
2. Поселення за 500 м на захід від села, на північному схилі балки, припливу Кодими, за 1 км від траси Кодима—Балта. Розміри близько 1 га. Середнє Трипілля. Розвідки 1973 р.
3. Поселення за 100 м на північний захід від села, за 800 м на захід від дороги Борсуки—Саражинка Розміри близько 24 га. Розвідка 1973 р. Виявлено фрагменти кераміки, осколки кременя, шматки обпаленої глини. Кінець ВІІ-СІ.

## Історія
Перші згадки про село відносяться до 1756 р. Названо — буцімто від того, що в лісі було багато борсуків.
Вважається, що село започаткував поміщик, якому належали ці землі, поставивши свій маєток серед лісу біля початку одного з витоків р. Кодима.
Першими кріпаками на селі були Ліповець та Боровець, тому більшість прізвищ складають Ліповські та Боровські.
У 1860-1869 рр. в селі працювала школа грамоти, а з 1889 року церковно-приходська школа (з 1895 р. розміщувалась у власному приміщені).
7 (20) листопада 1917 року, відповідно до Третього Універсалу Української Центральної Ради, увійшло до складу Української Народної Республіки.
Під час організованого радянською владою Голодомору 1932—1933 років померло щонайменше 19 жителів села.
12 червня 2020 року, відповідно до Розпорядження Кабінету Міністрів України від № 724-р «Про визначення адміністративних центрів та затвердження територій територіальних громад Одеської області», увійшло до складу Балтської міської територіальної громади.
19 липня 2020 року, в результаті адміністративно-територіальної реформи і ліквідації Балтського району, село увійшло до складу новоутвореного Подільського району.

## Населення
Згідно з переписом 1989 року населення села становило 698 осіб, з яких 286 чоловіків та 412 жінок.
За переписом населення 2001 року в селі мешкали 573 особи.

### Мова
Розподіл населення за рідною мовою за даними перепису 2001 року:
| Мова       | Відсоток |
| ---------- | -------- |
| українська | 95,01 %  |
| російська  | 2,93 %   |
| румунська  | 1,89 %   |
| болгарська | 0,17 %   |

## Визначні пам'ятки
Церква Святого Дмитра — дерев'яна хрещата, заснована у 1773 р., будівництво завершено в 1779 р. Перетворена з греко-католицької на православну в 1794 р. В 1860 р. прибудовано два приділи, дзвіницю, ризницю й паламарню.
Була зруйнована за радянських часів, на її місці та з її матеріалів був збудований сільський клуб (згорів через декілька років під час грози від удару блискавки).